# Lewis Puller

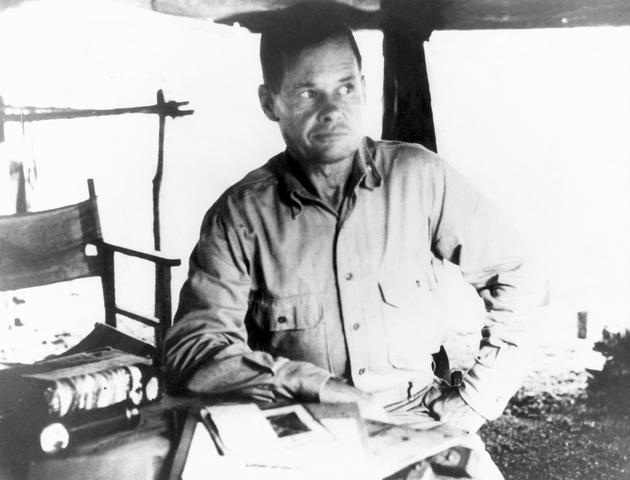
Chesty Puller na Guadalcanal, wrzesień 1942

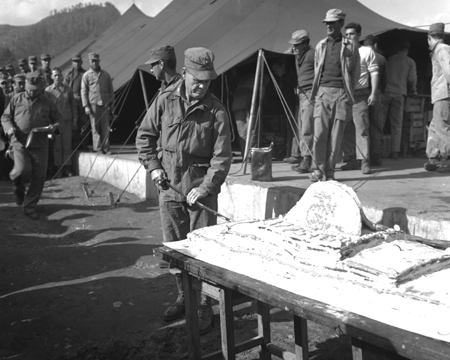
Dzielenie tortu podczas 175. urodzin US Marine Corps, Korea 10 listopada 1950

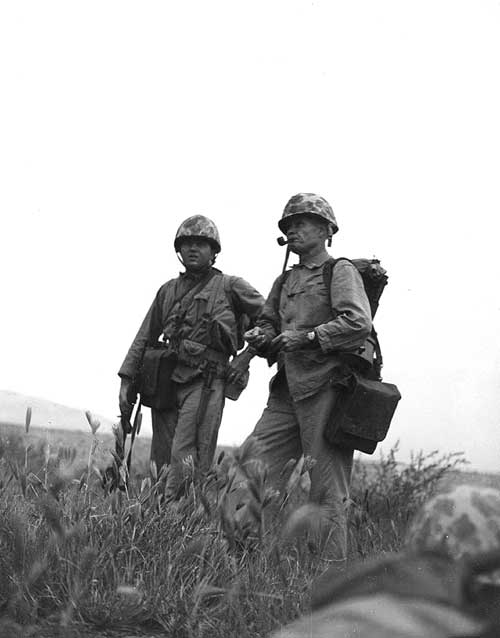
Płk Lewis Puller (z prawej), okolice Incheon

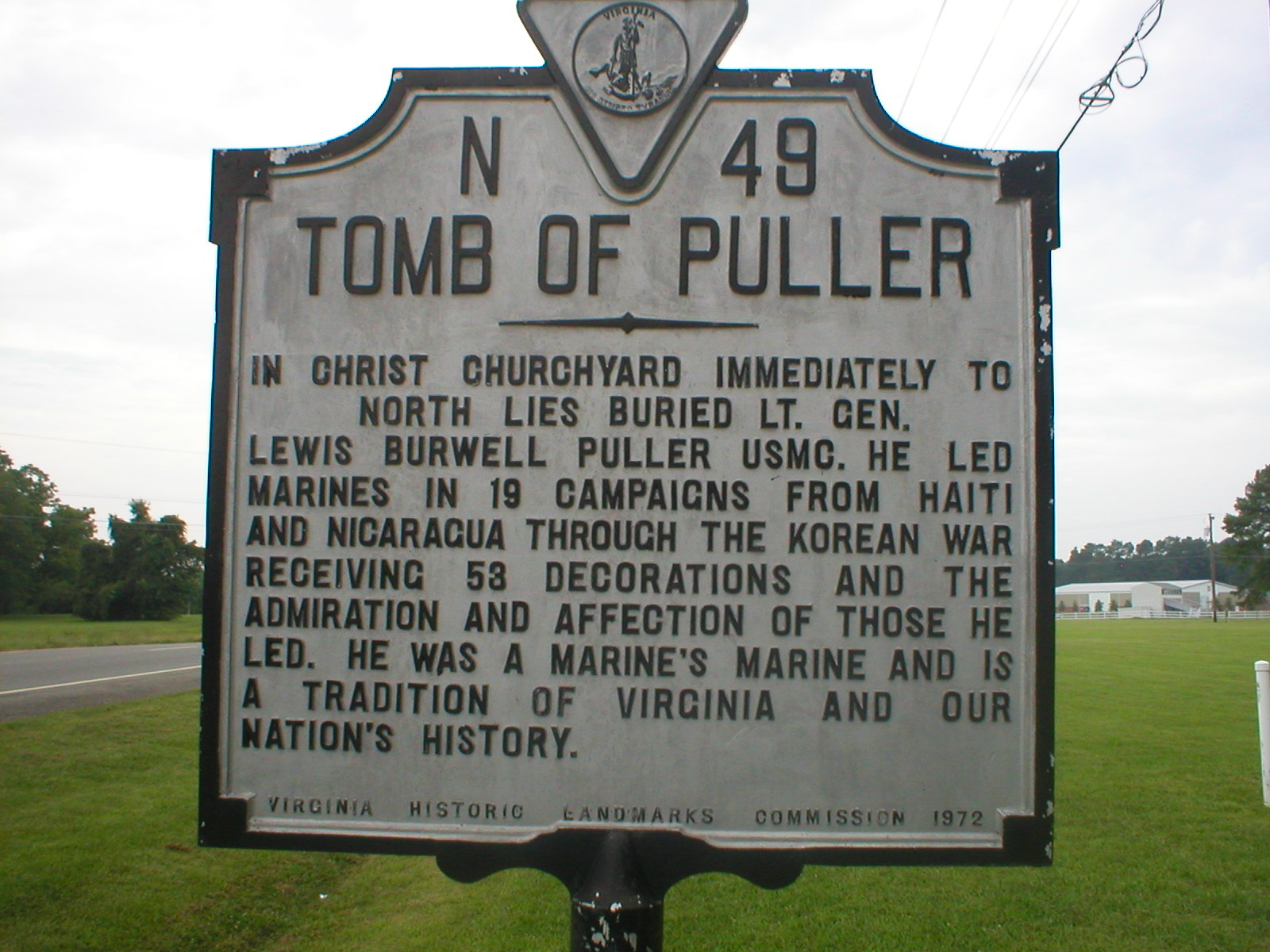
Tablica pamiątkowa na autostradzie nr 33

Lewis Burwell „Chesty” Puller (ur. 26 czerwca 1898 w West Point, zm. 11 października 1971 w Hampton) – amerykański dowódca wojskowy, generał porucznik United States Marine Corps.

## Życiorys

### Dzieciństwo i młodość
Lewis Burwell Puller urodził się 26 czerwca 1898 w West Point w hrabstwie King William w stanie Wirginia w USA. W 1917 rozpoczął naukę w Virginia Military Institute. Zainspirowany przebiegiem walk 5 pułku piechoty morskiej w bitwie w lesie pod Belleau, przerwał naukę i zaciągnął się jako szeregowy do korpusu w Parris Island w Karolinie Południowej. Nie wziął jednak udziału w walkach I wojny światowej. Został skierowany do Officer Training School w bazie Quantico.

### Lata międzywojenne
Wysłany na Haiti w szeregach „Gendarmerie d’Haiti”. W 1922 służył jako adiutant generała Aleksandra Vandergrifta, przyszłego komendanta Korpusu Piechoty Morskiej. 6 marca 1924 powrócił do Stanów Zjednoczonych jako podporucznik. W 1928 wyjechał do Nikaragui. Wziął udział w walkach z partyzantami antyamerykańskimi i zdobył swoje pierwsze odznaczenie – Navy Cross. W lipcu 1931 powrócił do Stanów Zjednoczonych w celu przejścia całorocznego szkolenia „Company Officers Course” w Fort Benning, w Georgii. Ponownie został skierowany do Nikaragui, gdzie po raz kolejny zdobył Navy Cross. Po służbie w Nikaragui został przydzielony do służby w oddziale ochrony amerykańskiej ambasady w Pekinie w Chinach. Następnie został wysłany na krążownik USS Augusta (CA-31), którego dowódcą był Chester Nimitz. Lewis Puller powrócił w roku 1936 do Stanów Zjednoczonych i został instruktorem. W 1939 został przydzielony jako dowódca oddziału na pokładzie USS Augusta. Od maja 1940 pełnił służbę w 2. batalionie 4 Pułku Marines i ostatecznie został dowódcą tego batalionu w randze majora.

### II wojna światowa
Lewis Burwell „Chesty” Puller w sierpniu 1941 został mianowany na stanowisko dowódcy 1. batalionu 7 Pułku 1 Dywizji Marines.
Wziął udział w wojnie na Pacyfiku. Podczas bitwy o Henderson Field na Guadalcanalu – największej bitwy lądowej krwawej kampanii na wyspach Salomona, dowodzony przez niego batalion krwawo odparł jeden z najsilniejszych ataków oddziałów japońskiej 17 Armii. Walczył później w bitwie na Przylądku Gloucester i w bitwie o Peleliu. 1 lutego 1944 został awansowany do stopnia pułkownika. W listopadzie 1944 wrócił do Stanów Zjednoczonych.

### Wojna koreańska
W chwili wybuchu wojny koreańskiej został mianowany dowódcą 1 Pułku Marines. 15 września 1950 brał udział w desancie na Incheon. 20 maja 1951 wrócił ostatecznie do Stanów Zjednoczonych.

### Zakończenie kariery wojskowej
Lewis „Chesty” Puller służył jeszcze na różnych stanowiskach dowodzenia, zostając awansowany na generała (kolejno Major General i Lieutenant General). 1 listopada 1955 z powodu kłopotów zdrowotnych został zmuszony do przejścia na emeryturę. W 1965, podczas rozpoczynającego się konfliktu w Wietnamie, starał się o przywrócenie do służby, lecz jego prośba została odrzucona.

### Późniejsze lata
Zamieszkał na wsi wraz ze swoją żoną Virginią McCandlish Puller. Zmarł 11 października 1971 w wieku 73 lat. Został pochowany na cmentarzu parafialnym w Christchurch w stanie Wirginia.
Ich syn Lewis Burwell Puller Jr., laureat Nagrody Pulitzera z 1992 za książkę „Fortunate Son: The Autobiography of Lewis B. Puller Jr.”, walczył w wojnie wietnamskiej. Został ciężko ranny i okaleczony. W 1994 popełnił samobójstwo.

## Odznaczenia
- Krzyż Marynarki (Navy Cross) – pięciokrotnie
- Krzyż za Wybitną Służbę (Distinguished Service Cross)
- Srebrna Gwiazda (Silver Star)
- Medal Zwycięstwa I Wojny Światowej (World War I Victory Medal)
- Legia Zasługi (Legion of Merit) – dwukrotnie
- Brązowa Gwiazda (Bronze Star)
- Purpurowe Serce (Purple Heart)
- Medal Lotniczy (Air Medal) – trzykrotnie
- Navy Presidential Unit Citation
- Medal za Dobre Zachowanie (Marine Corps Good Conduct Medal)
- Medal Ekspedycji Korpusu Piechoty Morskiej (Marine Corps Expeditionary Medal)
- Haitian Campaign Medal
- Nicaraguan Campaign Medal
- China Service Medal
- Medal Amerykańskiej Służby Obronnej (American Defense Sernice Medal)
- Medal Zwycięstwa w II Wojnie Światowej (World War II Victory Medal)
- Medal Kampanii Amerykańskiej (American Campaign Medal)
- Medal Kampanii Azji-Pacyfiku (Asiatic-Pacific Campaign Medal)
- Medal Służby Obrony Narodowej
- Korean Service Medal
- Médaille militaire (Haiti)
- Order of Military Merit (Korea Południowa)
- Presidential Unit Citation (Korea Południowa)
- Presidential Medal of Merit (Nikaragua)
- Krzyż Waleczności (Cross of Valour, Nikaragua)
- United Nations Korea Medal (ONZ)
- Order of the Cloud and Banner (Tajwan)

Lewis Burwell Puller był odznaczany ponad pięćdziesiąt razy, jednak nigdy nie otrzymał Medalu Honoru.

## Upamiętnienie
- Lewis Burwell „Chesty” Puller jest jednym z bohaterów serialu telewizyjnego Pacyfik.
- Jest przedstawiony na jednym z czterech znaczków pocztowych z serii Distinguished Marines wydanych przez US Postal Service[6]

Imieniem generała nazwano:
- Fregatę rakietową typu Oliver Hazard Perry USS Lewis B. Puller FGG-23[7]
- Puller Hall[8]